# Memecylon affine
Memecylon affine är en tvåhjärtbladig växtart som beskrevs av Elmer Drew Merrill. Memecylon affine ingår i släktet Memecylon och familjen Melastomataceae.
Artens utbredningsområde är Filippinerna. Utöver nominatformen finns också underarten M. a. lancifolium.